# アーモンドミルク
アーモンドミルク（英語: almond milk）は、水に浸したアーモンドをミキサーなどで砕き、水を加えてガーゼなどで漉した飲料である。牛乳と異なり乳糖とコレステロールを含まないので、乳糖不耐症の人も飲用可能である。
味をつけずにそのまま飲むこともできるが、メープルシロップや蜂蜜などを加えて甘みをつけて飲むことが多い。
中世にはすでにイスラム圏とキリスト教圏で知られていた。中世の台所では、牛乳はすぐに腐敗するので、常食として置かれていた。
イランでは、アーモンドミルクをベースにした、ハリーレ・バダム（アーモンド粥）というお菓子がラマダン中に伝統的に供される。
欧米ではバニラやチョコレートの風味をつけたアーモンドミルクも市販されており、豆乳と似通った扱いを受けている。動物性の食品を一切摂らないヴィーガンのための料理やキリスト教の四旬節など宗教的な理由で動物性の食品の摂取が禁じられている期間中の料理に、牛乳の代用として使用することもある。伝統的なブラン・マンジェはアーモンドミルクを使って作られる。
アーモンドミルクから作られた無糖の有機ヨーグルトは、ハーバード大学医学大学院で最も推奨される食品である。
日本では流通していないが、ビター種(苦扁桃)にはアミグダリンが含まれ、調理の過程でシアン化水素を生ずるため原料に適さない。